# مطار العريش الدولي
مطار العريش الدولي (إياتا: AAC، إيكاو: HEAR) هو مطار دولي يقع قرب العريش عاصمة محافظة شمال سيناء في مصر، تبلغ مساحة المطار 160 هكتار (400 أكر). يستطيع المطار التعامل مع 200 راكب في الساعة، ومدرج المطار يبلغ طوله 3,019 متر (9,905 قدم).
مطار العريش هو أقرب مطار دولي لقطاع غزة، فيقع على بعد حوالي 45 كيلومتر (28 ميل) من معبر رفح الحدودي.

## الاستخدام
انتقلت الخطوط الجوية الفلسطينية إلى المطار بعدما دمرت القوات الإسرائيلية مطار ياسر عرفات الدولي في عام 2001. توقفت رحلات الخطوط الجوية الفلسطينية بين عامي عام 2005 و2012.
استأنفت الخطوط الجوية الفلسطينية رحلاتها من المطار برحلتين أسبوعيين إلى عمان في مايو 2012، ورحلات إلى جدة بالمملكة العربية السعودية. كان يستخدمه في تلك الفترة سكان قطاع غزة المسافرين إلى المملكة العربية السعودية لأداء فريضة الحج والعمرة.
أوقفت الخطوط الجوية الفلسطينية عملياتها في ديسمبر 2020. كانت تشغل وقت الإيقاف رحلات بين العريش والأردن والإمارات العربية المتحدة.